# Família Ōinomikado
O Ōinomikado (大炊御門家, Ōi mikado) foi um ramo do clã Fujiwara fundado por Fujiwara no Tsunezane que se originou do  Ramo Hokke ( Tsunezane foi filho de Fujiwara no Morozane). O nome do ramo se deve a residencia onde a família morava em Marikoji-cho, Quioto. Após a Restauração Meiji o líder do ramo passou a ter o título de Hōshaku (Marquês).

## Lista dos Líderes do Ramo
1. Fujiwara no Tsunezane - (1168-1131) , Chūnagon
2. Fujiwara no Tsunemune - (1119-1189), Sadaijin
3. Fujiwara no Yorizane - (1155-1225), Daijō Daijin
4. Ōinomikado Morotsune - (1175-1259), Udaijin
5. Ōinomikado Ietsugu -  (1259-1271), Naidaijin
6. Ōinomikado Fuyutada -  (1260-1271), Daijō Daijin
7. Ōinomikado Nobutsugu -  (1271-1311), Daijō Daijin
8. Ōinomikado Tsuguo -  (1311-1320), (Conselheiro sem pasta)
9. Ōinomikado Fuyuji -  (1320-1324), Naidaijin